# 調布市立調布中学校
調布市立調布中学校（ちょうふしりつ ちょうふちゅうがっこう）は東京都調布市富士見町にある公立中学校である。

## スポーツ会場としての使用
2017年11月4，5日にバスケットボールB3リーグの東京サンレーヴス対大塚商会アルファーズの試合を本校体育館で開催、4日は655名5日は689名の来場者を記録。
翌、2018年11月3，4日にも東京サンレーヴスと埼玉ブロンコスの試合が開催され、3日は315名4日は444名が来場している。
なお、2022年現在、公立中学校の体育館でB3リーグ公式戦を開催したのは本校と山梨県忍野村立忍野中学校の二校のみである。

## 周辺
- 調布市立石原小学校
- 調布市立第一小学校
- 調布市立飛田給小学校
- 調布市立第三小学校
- 調布市立深大寺小学校

## 著名な関係者
出身者
- 伊藤達也（政治家）
- MEME（音楽ユニット「ケラケラ」のボーカル）
- 若林義春（政治運動家）
- 伊藤雅範（フットサル指導者、元サッカー選手）
- 山口以和（佐賀競馬場所属騎手）
- 土橋真二郎（小説家）

教職員
- 根津公子（元家庭科教諭） - 現:東京都立あきる野学園教諭